# Subprefettura di Butantã
La Subprefettura di Butantã è una subprefettura (subprefeitura) della zona occidentale della città di San Paolo in Brasile, situata nella zona amministrativa Ovest.
È composto da cinque distretti: Butantã, Morumbi, Vila Sônia, Raposo Tavares e Rio Pequeno, che insieme rappresentano una superficie di 56,1 km² che corrisponde al 3,75% della superficie del comune di San Paolo, abitata da poco più di 428mila persone. Con la sua densità demografica di 7633 abitanti/km².

## Distretti
- Butantã
- Morumbi
- Vila Sônia
- Raposo Tavares
- Rio Pequeno